# Fumiko Orikasa
Fumiko Orikasa (jap. 折笠 富美子 Orikasa Fumiko; ur. 27 grudnia 1974) – japońska seiyū, aktorka dubbingowa oraz piosenkarka, związana z agencją Atomic Monkey.

## Wybrana filmografia
- 1999: Great Teacher Onizuka –
  - Azusa Fuyutsuki,
  - Mikan,
  - Kyoko Sasaki,
  - Heroine (odc. 27),
  - Miyako Fujiyoshi (odc. 29)
- 1999: One Piece –
  - Miss Valentine,
  - Wanda
- 2000–2002: Hajime no Ippo – Yuki
- 2000: Vandread – Meia Gisborn
- 2001–2002: Digimon Tamers – Ruki Makino
- 2001–2002: Hellsing – Seras Victoria
- 2002: Chobits – Yuzuki
- 2002–2003: Tokyo Mew Mew – Iruka
- 2002–2009: Atashin’chi – Mikan Tachibana
- 2002: Haibane renmei: Stowarzyszenie szaropiórych – Hikari
- 2002: Saishū heiki kanojo – Chise
- 2002–2003: Petite Princess Yucie – Beth
- 2003–2004: Ashita no Nadja – Sylvie Arte
- 2003: Tsukihime – Ciel
- 2004: Fullmetal Alchemist – Lydia
- 2004: Kyō kara maō! – Elizabeth
- 2004–2012: Bleach –
  - Rukia Kuchiki,
  - Hisana Kuchiki,
  - Chappy,
  - Ashisogi Jizo
- 2004: Siedmiu samurajów – Kirara
- 2005: Futari wa Pretty Cure – Katsuko Nagasawa
- 2005–2006: Jigoku shōjo – Inori Ujiie
- 2006–2021: Gintama –
  - Kyūbei Yagyū,
  - Kyūbei Pinko (odc. 229)
- 2006: Higurashi no naku koro ni – Rumiko Chie
- 2007: Devil May Cry – Lady
- 2008: Vampire Knight – Shizuka Hiou
- 2008: Hyakko – Torako Kageyama
- 2009–2010: Kobato. – Sayaka Okiura
- 2009: Wspaniała Birdy – Marina
- 2009–2010: Stich! – Sae
- 2009: Ristorante Paradiso – Nicoletta
- 2010–2011: HeartCatch Pretty Cure! – Azusa Takagishi
- 2010: Keroro gunsō – Kanae Tokiwa
- 2010: Nurarihyon no mago – Yukari
- 2011–2012: Suite Pretty Cure – Kanade Minamino
- 2011–2012: Sket Dance – Yūki Reiko
- 2011–2012: Last Exile – Vasant
- 2011: Księga przyjaciół Natsume – Murasaki
- 2012–2015: Kuroko’s Basket – Satsuki Momoi
- 2013: Pokémon – Carne
- 2014: Tokyo Ghoul – Ryoko Fueguchi
- 2017: Little Witch Academia – Lotte Yanson
- 2019: Beastars – matka Haru
- od 2019: Ascendance of a Bookworm – Effa
- 2024: My Hero Academia – Akademia bohaterów – matka Yugi Aoyamy